# ¥$
¥$, pronunciado como Yen Dollar Sign, es un supergrupo de hip hop estadounidense compuesto por los raperos Kanye West (o también conocido simplemente como Ye) y Ty Dolla Sign. Con ambos manteniendo una fuerte relación durante 2023, West invitó a Ty Dolla Sign a grabar canciones en Tokio, Italia, y luego en Arabia Saudita. Durante las sesiones de grabación del undécimo álbum de estudio de West, el dúo comenzó a trabajar en su esfuerzo colaborativo, Vultures 1 (2024). 
A pesar de la respuesta críticas divididas y también mixtas, Vultures 1 tuvo éxito comercial, debutando en la cima del Billboard 200 y generando el sencillo " Carnival " (con Rich the Kid con Playboi Carti ), que alcanzó la cima del Billboard Hot 100. Después de varios atrasos, el segundo álbum del dúo, Vultures 2 (2024), fue lanzado en el día de 3 de agosto de ese mismo año. A pesar de la respuesta críticas negativas, En la página Metacritic el álbum tiene un índice de aprobación del 46 % según 46 reseñas. Ganaron el premio al Mejor Grupo en los Premios BET 2024 .

## Historia

### Antecedentes
La historia de Vultures comenzó en el 2023 El rapero estadounidense Kanye West y el cantante Ty Dolla $ign comenzaron a colaborar en septiembre de 2014 durante la producción del séptimo álbum de estudio de West, The Life of Pablo. Ty Dolla Sign coescribió y puso voz a dos de sus sencillos, "Real Friends" y "Fade" Tras su lanzamiento, se informó de que ambos habían comenzado a trabajar en un proyecto de colaboración programado para su lanzamiento ese mismo año, aunque nunca llegó a materializarse.
Ty Dolla Sign también aportó voces sin acreditar en el octavo álbum de estudio de West, Ye (2018), en los temas "All Mine", "Wouldn't Leave" y "Violent Crimes". Ese mismo año, el dúo había grabado varias canciones destinadas al noveno álbum de estudio de West, conocido en ese momento como Yandhi, que se retrasó indefinidamente y finalmente fue desechado. Ty Dolla Sign colaboró en sus temas inéditos "New Body" y "Sky City", que más tarde se incluyó en Vultures 2. Al año siguiente, el álbum se volvió a anunciar como Jesus Is King, que, a pesar de excluir las dos últimas canciones de Yandhi, incluía una aparición como invitado de Ty Dolla Sign en "Everything We Need".

### La creación de Vultures 1
En octubre de 2023, Ty Dolla Sign confirmó la existencia del dúo y su próximo álbum a través de un Instagram con el nombre ¥$. Durante una actuación en noviembre de 2023, reveló que había estado trabajando con West en el álbum en Arabia Saudí y que "llegaría muy pronto". También aparecieron en Internet vídeos de los artistas grabando con el rapero Lil Baby.
West y Ty Dolla Sign pasaron tres meses grabando Vultures 1 en Arabia Saudí, principalmente en la ciudad de al-Ula, según su colaborador DJ Camper. La cantante británica ZLYAH, en quien West se inspiró, contribuyó a la composición del tema "Carnival". El productor discográfico Fred Again pinchó en un club fragmentos de una canción del dúo, que se rumorea pertenece al álbum.
El primer evento público de escucha del álbum se anunció para el 8 de febrero de 2024 en el United Center de Chicago. Vultures 1 se publicó de forma independiente a través de la marca YZY de West el 10 de febrero de 2024, en conmemoración del 20 aniversario de su álbum debut The College Dropout. Debutó en el número uno del Billboard 200 estadounidense.

### Trilogía de Vultures
El 23 de enero de 2024, West reveló que el proyecto Vultures se publicaría como una trilogía, con la primera entrega, Vultures 1, prevista para el 9 de febrero de 2024. El segundo volumen, Vultures 2, se publicaría el 8 de marzo, y la parte final, Vultures 3, el 5 de abril de 2024. Vultures 1 fue lanzado de forma independiente a través de la marca YZY de West el 10 de febrero de 2024. El álbum debutó en el número uno de la lista estadounidense Billboard 200, convirtiéndose en el undécimo álbum número uno consecutivo de West y el primero de Ty Dolla Sign. También alcanzó el primer puesto en otros países.
El 3 de agosto de 2024, Vultures 2 se lanzaría inesperadamente en la página YZY de West, en la que incluiría canciones como bonus para aumentar las posibilidades de ganar el puesto número uno en Billboard frente a Taylor Swift, lo cual no consiguieron. Este sería el segundo álbum #2 de West en Billboard (si contamos The College Dropout).
Los sencillos como bonificación saldrían 5 dolares cada uno por separado en versiones diferentes del disco. Los sencillos serían "BELIEVER", "GUN TO MY HEAD" (con Kid Cudi), "CAN U BE" (con Travis Scott), "DRUNK" (de Ty Dolla $ign, Peso Pluma y Kodak Black) y "TAKE OFF YOUR DRESS".
VULTURES 2 contaría con una recepción bastante baja, con decepción por parte de criticas y del mismo fanatismo del súperduo, esto debido a la mala producción y masterizado del proyecto. 
La mayoría de canciones eran maquetas del álbum cancelado de Ty Dolla $ign, Beach House 4 (el cual pasaría a convertirse en TYCOON) y los álbumes Yandhi y Donda 2 de Kanye West.
Temas destacados del álbum son PROMOTION (con Future), 530, FIELD TRIP (con Playboi Carti, Don Toliver y Kodak Black), RIVER (con Young Thug), LIFESTYLE (con Lil Wayne) y SLIDE.
Un error en el lanzamiento unió a HUSBAND y LIFESTYLE en el mismo tema, y al terminar la canción HUSBAND volvería a sonar. En una versión actualizada del álbum se incluyó producción de IRKO, London On The Track y un verso adicional de Yuno Miles en BOMB.
Ty Dolla $ign está dispuesto a hacer Vultures 3. Pero las maquetas de ese proyecto serán reutilizadas para TYCOON, de las canciones que iban a estar, se sabe de la existencia de DON'T KILL THE PARTY con Tyga y Quavo, producida por BYNX.

## Controversias
Se cree que el arte original de Vultures 1, revelado por West en enero de 2024, estaba inspirado en el arte de la portada de Filosofem, un álbum del artista de black metal Burzum. manejado y mantenido por el asesino y músico neonazi Varg Vikernes (es uno de los pioneros de la escena musical del black metal noruego. En 2009 se le concedió la libertad condicional después de cumplir 16 años en prisión a causa del asesinato de Øystein Aarseth "Euronymous", miembro del grupo Mayhem, en 1993. ), así como por el pintor Caspar David Friedrich, con la fuente del título del álbum parecida a la tipografía de Burzum. West también fue fotografiado en 2024 con una camiseta de Burzum junto a JPEGMafia. En respuesta a la reacción, West y Ty Dolla Sign decidieron cambiar el diseño gráfico de los tres álbumes de la trilogía. Vultures 1 se publicó con una nueva portada en la que aparecía una fotografía de West completamente tapado con ropa negra, incluido un cubrecabezas opaco, de pie junto a su compañera, Bianca Censori, de espaldas, con medias y una tela negra transparente alrededor de la cintura. Con el anuncio de Vultures 2, el dúo reveló la portada del álbum en la que aparece Ty Dolla Sign con una chaqueta de cuero y una máscara, de pie en el centro de un fondo marrón mientras sostiene una foto de su hermano "Big TC".

## Discografía
Álbumes de estudio
- 2023: Vultures 1
- 2024: Vultures 2